# La Mancellière-sur-Vire
La Mancellière-sur-Vire település Franciaországban, Manche megyében. Lakosainak száma 519 fő (2018. január 1.). La Mancellière-sur-Vire Baudre, Condé-sur-Vire, Gourfaleur, Saint-Romphaire és Sainte-Suzanne-sur-Vire községekkel határos.

## Népesség
A település népességének változása:
| Lakosok száma | 375  | 381  | 420  | 481  | 487  | 478  | 490  | 497  | 515  | 519  |
|               | 1962 | 1968 | 1982 | 1990 | 1999 | 2008 | 2011 | 2013 | 2017 | 2018 |